# Selim I Giray
Selim I Giray, född okänt år, död 1704, var Krimkhanatets khan 1671–1678, 1684–1691, 1692–1699 och 	1702–1704. 